# Seleuco VII Cibiosactes
Seleuco VII Filométor (griego: Σέλευκος Ζ' Κυβιοσάκτης) fue un gobernante del Imperio seléucida que vivó en la primera mitad del siglo I a. C.. Los últimos miembros de la antaño poderosa dinastía seléucida son figuras sombrías; dinastas locales con complicados lazos familiares cuyas identidades son difíciles de comprobar: muchos de ellos llevaban el mismo nombre. Seleuco era desconocido hasta hace poco: a partir de las monedas emitidas por él y su madre, la princesa ptolemaica Cleopatra Selene, se cree que era hijo del rey Antíoco X Éusebes, y hermano menor de Antíoco XIII Asiático. Parece ser que "reinó" durante la ocupación de Siria por el rey armenio Tigranes II el Grande (83-69 a. C.), pero en realidad sólo unas pocas ciudades de Fenicia y Cilicia se mantenían fieles a los seléucidas durante ese período.
A petición de su madre, Seleuco y su hermano Antíoco fueron enviados a Roma en 75 a. C. con la tarea de ser presentados al Senado y que este confirmara sus demandas al trono de Egipto, ocupado entonces ilegítimamente por Ptolomeo XII, sin éxito. A pesar de que donaron un hermoso candelabro al templo del Capitolio, esto no influyó en los senadores y dos años después obtuvieron como respuesta que todo quedaría como estaba.
El joven rey niño es probablemente el mismo Seleuco que más tarde se casaría con una princesa ptolemaica llamada Berenice IV (hermana de la famosa Cleopatra VII) por orden de los romanos. Los autores clásicos suponen que fue un hombre de baja cuna que pretendió hacerse pasar por descendiente de los seléucidas, y que por esta razón los egipcios lo escogieron como regente junto a su esposa tras la expulsión de Ptolomeo XII en 58 a. C. durante los levantamientos siguientes a la pérdida de Chipre a manos de Roma.
Existen dos teorías acerca de su muerte. La primera, la más extendida, afirma que su esposa le hizo estrangular, descontenta por su falta de modales; la segunda dice que sucumbió víctima de una grave enfermedad. Se concluye entonces que una de las versiones, sino las dos, es falsa, y que sería utilizada o por los detractores de Berenice (la primera), o bien por sus simpatizantes (la segunda). Sea como fuere, Berenice quedó como gobernante única de Egipto y viuda tras una semana de matrimonio.
El epíteto Cibiosactes (pescador carnicero) le fue dado por los alejandrinos a causa del desagradable olor a atunes de la corte durante su breve reinado.